# François Achille Longet

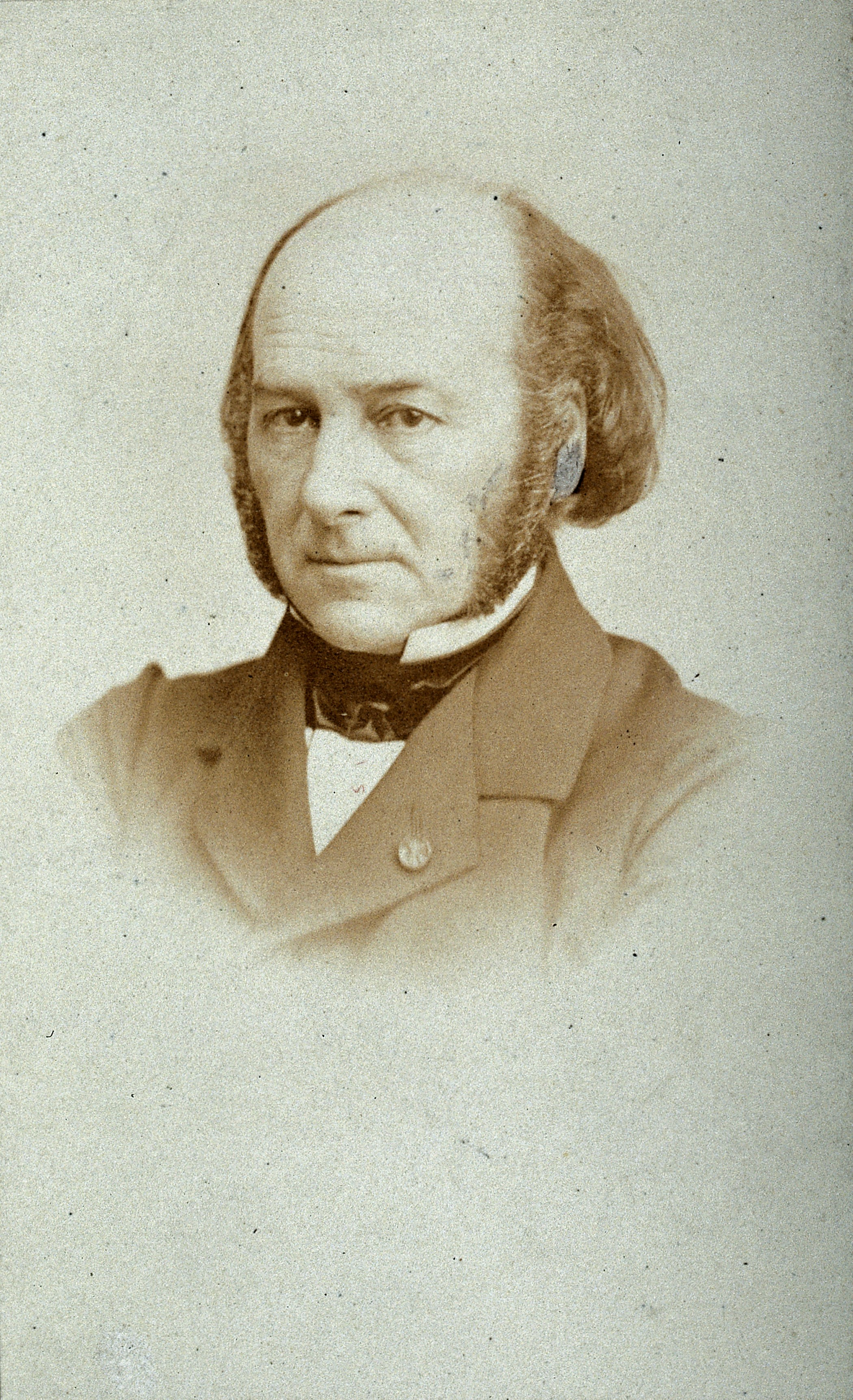
François Achille Longet

François Achille Longet (* 25. Mai 1811 in Saint-Germain-en-Laye, Département Yvelines; † 20. April 1871) war ein französischer Anatom und Physiologe.

## Leben
Longet studierte u. a. bei François Magendie. Er führte die Forschungen seines Lehrers fort und wurde dadurch zum Spezialisten der modernen Physiologie. 1853 berief man ihn an die medizinische Fakultät der Universität von Paris, wo er einen Lehrstuhl für Physiologie übernahm.
Ein großer Schwerpunkt von Longets Forschungen war das vegetative Nervensystem. Zusammen mit seinem Kollegen Marie-Jean-Pierre Flourens erforschte er das Zentralnervensystem; diese Arbeiten gelten heute noch als richtungsweisend.
1843 gründete Longet zusammen mit seinen Kollegen Jules Baillanger, Laurent Cerise und Jacques-Joseph Moreau die Zeitschrift Annales médico-psychologiques. Als Baillanger neun Jahre später die Société Médico-Psychologique (SMP) gründete, wurden die „Annalen“ sehr schnell zum Sprachrohr dieser Gesellschaft und sind es bis heute geblieben.
1847 wurde er in die Deutsche Akademie der Naturforscher Leopoldina aufgenommen. Am 24. Dezember 1860 wurde er Mitglied der Académie des sciences in Paris. Sein akademischer Beiname lautete Breschet.

## Schüler (Auswahl)
- Moritz Schiff (1823–1896)

## Schriften (Auswahl)
als Autor
- Recherches expérimentales et pathologiques sur les propriétés et les foctions des faisceaux de la mœlle épinière et des racines des nerfs rachidiens. Paris 1841.
- Traité l'anatomie et physiologie du système nerveux de l'homme et des animaux vertébrés. Paris 1842.
- Traité de physiologie. Paris 1850.

als Herausgeber
- Annales médico-psychologiques. Revue psychiatrique. Elsevier Masson, Issy-les-Moulineaux Jg. 1 (1843) ff. ISSN 0003-4487